# 第二串内トンネル
第二串内トンネル（だいにくしないトンネル）は、北海道勇払郡占冠村字中トマムと空知郡南富良野町字落合を結ぶ北海道旅客鉄道（JR北海道）石勝線の鉄道トンネルであり、トマム駅と串内信号場の間に位置している。長さは4,225mで、同線のトンネルでは新登川トンネル、新狩勝トンネル、登川トンネルに次いで4番目に長い。
座標: 北緯43度3分49秒 東経142度38分57.2秒 / 北緯43.06361度 東経142.649222度